# Убийство Ферзена
Убийство Ферзена (швед. Fersenska mordet) — самосуд над шведским маршалом Хансом Акселем фон Ферзеном, произошедший 20 июня 1810 года.

## История
После свержения короля Швеции Густава IV Адольфа в результате военного переворота 13 марта 1809 года, престол наследовал его дядя — герцог Карл XIII. Он был уже в преклонном возрасте и поэтому датский принц Карл Август был избран наследником шведского престола, став весьма любимым шведским народом человеком. Карл Август внезапно умер 28 мая 1810 года, когда упал с лошади во время военного смотра в Квидинге. Вскрытие констатировало, что причиной падения и смерти стал инсульт, но в Швеции расползлись слухи, что он был отравлен густавианцами, в частности, маршалом королевства графом Акселем фон Ферзеном, которому помогала сестра Ева Софи.
20 июня 1810 года тело умершего кронпринца ввезли в шведскую столицу. Ферзен в качестве риксмаршала ехал впереди процессии, чем вызвал возмущение толпы, которая набросилась на него. Он попытался укрыться в ратуше, но толпа не дала ему уйти и растерзала. По разным причинам его не защитили военные и их начальники, сопровождавшие похоронную процессию. 
Толпа, убившая фон Ферзена, не была рассеяна после убийства и оставалась на площади Riddarhustorget. Для защиты здания Дворянского собрания, находящегося на площади, генерал Карл Юхан Адлеркрейц, который был свидетелем убийства Акселя фон Ферзена, приказал выставить пушки и приказал толпе покинуть площадь. Толпа сначала успокоилась, но потом снова  стала бросать камни в солдат и офицеров. Окончательно люди были утихомирены после того, как Адлеркрейц сказал, что откроет по ней огонь. Во время беспорядков несколько человек погибли и получили ранения. Все эти события Карл Юхан Адлеркрейц описал в своём отчете от 25 июня 1810 года. На состоявшемся судебном процессе были осуждены четыре человека, включая Отто Йохана Тандефельта, главного виновника линчевания фон Ферзена, который после девяти лет тюрьмы был помилован королем Карлом XIII.
С Акселя фон Ферзена и его сестры были сняты все подозрения, и он 2 декабря 1810 года был с почестями похоронен. Его гроб был доставлен из фамильного замка Стенинге (Steninge) в Стокгольм, где простоял одну ночь и на следующий день похоронная процессия проследовала к церкви Риддархольмена, а потом гроб был доставлен в церковь Ljungs в Эстергётланде для окончательного захоронения.